# I*O*N
Az I*O*N (イ・オ・ン) Tanemura Arina egyik legkorábbi mangája. A Ribon Magazin jelentette meg 1997 májusa és novembere között, és hat fejezeten át tartott, egy egész kötetben.

## Történet
Cuburagi Ion a középiskolások átlagos életét éli, mellesleg a diákelnök, Siraisi Kóki megszállottan üldözi őt szerelmével. A lány emiatt néha drasztikus lépésre szánja el magát, s történetünkben pont e lépés sodorja Hórai Mikado karjaiba. A srác elmeséli hősnőnknek, hogy a pszichikai erőket kutatja és az ő példaképe Pszicho-man, egy évekkel ezelőtt vetített TV film sztárja. Ion-csan már éppen kiábrándulna belőle, mikor Mikado így szól: "Nos, tudom, gyerekesen hangzik, de… ez az álmom." A lány persze visszaemlékszik egy korábban elhangzott mondatára: "Szerelmes olyan fiúba leszek, akinek az a célja, hogy valóra váljon az álma." S íme, mint derült égből a villámcsapás, Ion teljesen belezúgott Mikadóba!
Itt persze még történik néhány izgalmas dolog, már amennyi belefért hat fejezetbe. De Arinában itt sem kell csalódnunk, hiszen most is kitett magáért!

## Szereplők
Cuburagi Ion (粒依音; Hepburn: Tsuburagi Ion)
A történet főszereplője, egy barátságos és vidám középiskolás diák, aki szeret enni. Egy Mikado laboratóriumában történt baleset után pszichikai erőt nyer, ami felkelti a fiú érdeklődését. A képességei egy olyan anyagból származnak, amit Mikado most, Ion apja még régen fejlesztett ki, s amit gyerekkorában lenyelt.
Hórai Mikado (宝来帝; Hepburn: Hōrai Mikado)
Egy olyan rendkívül okos (IQ-ja 170) fiú, aki szereti a tudományt, különösen a pszichikai erőt. A példaképe Pszicho-man. A történet későbbi felének nagy részében össze van zavarodva azzal kapcsolatban, hogy Ion-t médiumként vagy lányként kedveli, ami miatt problémák adódnak az életében.
Siraisi Kóki (白石広貴; Hepburn: Shiraishi Kōki)
A diákelnök, megszállottan szerelmes Ionba és utálja Mikadót. Ötéves korában megnézett egy Pszicho-man előadást, de aztán rájött, hogy az egy nagy átverés, ezért teljesen kiábrándult.
Minasze Ai (水瀬藍; Hepburn: Minase Ai)
Mikado exbarátnője. Iskolát váltott, hogy a fiúval lehessen. Az elején utálta Iont, meg is mérkőzött vele Mikaóért, de végül összebarátkoztak. Ai lemondott volt barátjáról, mert rájött, hogy nem is szereti igazán.
Tódaidzsi Szubaru (東大寺昴; Hepburn: Tōdaiji Subaru)
A pszichikai erőket kutató klub tagja és Midako barátja. Sokban hasonlít a Kamikaze Kaitó Jeanne-ban megjelenő Tódaidzsi Mijako bátyjára.
Tagoszaku (田吾作; Hepburn: Tagosaku)
A diákelnök "asszisztense", aki az életét Ionnak köszönheti.
Kijono (清乃; Hepburn: Kiyono)
Ion egyik barátnője. Megbízható személyiség, aki gyakran segít barátnőjének.
Manami (愛美; Hepburn: Manami)
Ion másik barátnője. Rendkívül udvariasnak és szégyenlősnek látszik. Manamit mindig szomorú szemekkel és a kezével a szája közelében lehet látni.
Cuburagi Júki (粒結城; Hepburn: Tsuburagi Yūki)
Ion halott apja, aki tudós volt, és szintén az átokról mesélt. Az később kiderült, hogy ő volt annak az anyagnak az eredeti fejlesztője, ami lányának adja az erejét.
Ion anyja
Tizenhat évesen hozta világra lányát, ő mesélte el a történetet, hogy Ion honnan kapja a pszichikai erejét.
Pszicho-man (サイコマン; Hepburn: Saikoman)
Egy évekkel ezelőtti TV film sztárja.
Szaido és Minamibe
A pszichikai erőket kutató klub tagjai.

## Érdekességek
- Minasze Ai Arina egyik asszisztense után lett elnevezve.
- A Kamikaze Kaitó Jeanne-ban is fel lett használva a Tódaidzsi név, mégpedig Tódaidzsi Mijakónál. Lehetséges, hogy az ittenin a lány bátyját kell érteni, hiszen ő ugyanúgy néz ki, mint ebben Tódaidzsi.